# Бычек (приток Рути)
Бычек — река в России, приток Рути. Большей частью протекает по территории Медынского района Калужской области и лишь отрезок верхнего течения находится в Можайском городском округе Московской области. Берёт начало к западу от деревни Шимоново, впадает в Руть в 19 км от её устья по правому берегу, южнее села Егорье. Длина реки составляет 17 км, площадь водосборного бассейна — 67,8 км².
По данным государственного водного реестра России, относится к Окскому бассейновому округу. Речной бассейн — Ока, речной подбассейн — бассейны притоков Оки до впадения Мокши, водохозяйственный участок — Протва от истока до устья.